# Ozicrypta walkeri
Ozicrypta walkeri là một loài nhện trong họ Barychelidae. Loài này phân bố ờ Queensland.